# Serafín Areta
Serafín Areta Vélez (Pamplona, España, 29 de noviembre de 1930 — 4 de mayo de 1997), conocido como Areta I, fue un futbolista español que se desempeñaba como defensa. Sus hermanos Esteban, José Luis y Jesús María también jugaron profesionalmente al fútbol.

## Trayectoria
Debutó en el Athletic Club, el 22 de enero de 1950, en una derrota ante el Valencia por 3-6. En el equipo vasco pasó ocho temporadas, en las que disputó 129 partidos y marcó cuatro goles. En 1957 fichó por el Levante UD, donde estuvo dos temporadas. Se retiró en 1960, tras una temporada en el Barakaldo CF.

## Clubes
| Club                     | País   | Año       |
| ------------------------ | ------ | --------- |
| Athletic Club            | España | 1949-1957 |
| Levante UD               | España | 1957-1959 |
| Barakaldo Club de Fútbol | España | 1959-1960 |

## Palmarés
| Título                     | Club          | País   | Año     |
| -------------------------- | ------------- | ------ | ------- |
| Copa del Generalísimo      | Athletic Club | España | 1950    |
| Copa Eva Duarte            | Athletic Club | España | 1950    |
| Copa del Generalísimo      | Athletic Club | España | 1955    |
| Primera División de España | Athletic Club | España | 1955-56 |
| Copa del Generalísimo      | Athletic Club | España | 1956    |